# 벤처기업
벤처기업은 창조적 아이디어와 첨단 기술을 바탕으로 도전적인 사업을 운영하는 중소기업을 말한다. 중소기업이라 하더라도, 창업한지 오래된 중견 기업은 일반적으로 벤처기업이라 부르지 않는다.

## 정의
벤처기업이란 venture(벤처)와 企業(기업)의 합성어로, 대한민국과 일본에서 주로 사용되는 단어이다. 영어에 해당하는 단어는 'startup'으로 주로 첨단 기술 분야의 업종에서 갓 시작한 소기업을 의미한다. 법률상으로는, 기술평가보증기업으로부터 보증 승인을 받거나 매출액 대비 연구개발비 비율 등의 요건을 충족하여 벤처기업 인증을 받은 회사를 칭한다.

## 개념
벤처기업은 고도의 전문 능력, 창조적 재능, 기업가 정신을 살려 대기업에서는 착수하기 힘든 특수한 신규 산업에 도전하는 연구개발형 기업이다. 20세기에는 전자·화학·기계 등의 산업을 중심으로 한 하드웨어 영역에 많이 진출하였으나, 21세기에 들어서는 IT·바이오·유통·서비스·사회개발 등의 산업에도 확산되는 현상을 보이고 있다.
성공적인 벤처기업 중에 구글, 페이스북과 같은 정보통신 분야의 기업이 많은 관계로 벤처기업은 대체로 IT 분야에 많다는 통념이 있으나, 에볼라 바이러스 백신으로 유명한 바이오 분야의 Z맵을 비롯해 농업 분야의 네타핌(Netafim), 폐수처리 분야의 에메프시(Emefcy) 등 다양한 분야에 벤처기업이 존재한다.
벤처기업은 성장 속도가 빠른 반면 도산될 위험도 크다. 그 원인으로는 창업자의 일인체제, 마케팅과 재무의 취약성, 안이한 과대설비 투자, 기술개발체제가 벽에 부딪히는 상황 등이 있다. 소규모 체제에서 대기업으로의 성장에 성공한 벤처기업들은 다양한 인재의 유치 및 투자유치의 성공 등으로 이러한 약점을 극복했다는 공통점을 가진다.

## 벤처기업의 장점
최근 생겨난 기업구조인 만큼 수직구조의 강요받는 기업형태가 아닌 수평관계를 중점으로 임직원들 간의 상호작용과 팀워크가 중요시 되는 형태를 가진다.
그러한 형태에서 오는 개방적인 회사 분위기가 기존 형식적인 구조의 회사와는 다른 차별점이다.
이러한 분위기에서 나오는 창의적인 사고는 개인의 발전과 회사의 발전을 이끌어 낼 수 있다.
회사의 비전이 존재한다면 무궁무진한 가능성을 가진 기업이다. 그렇기 때문에 초창기 직원으로 활동한다면 미래에 발전된 기업에서 높은 위치까지 올라갈 수 있는 기회를 항상 가지고 있는 장점이 있다.

## 벤처기업의 단점
신생 회사이다 보니 회사의 기틀, 규율이 안잡혀 있을 가능성이 농후하다. 그렇기 때문에 업무 강도가 높을 수 있다.
말이 기업이지 제대로 된 사무실의 형태를 가지고 있지 않은 벤처기업이 많다. 또한 언제 생겼다 언제 사라지는 회사들 또한 많다.
이러한 점 때문에 임금 체불이나 쉽게 해고를 당하는 등 많은 위험이 존재하고, 언제 실직자가 될 지 모르는 불안감이 존재한다.

## 대한민국의 벤처기업
대한민국에서는 "벤처기업육성에 관한 특별조치법"에서 일정한 조건을 가진 기업들을 다음과 같이 '벤처 기업'으로 정의하고 있다.
1. 벤처투자기업 : 벤처캐피탈이 기업 자본금의 10% 이상 투자하고, 투자금액이 5천만원 이상인 기업
2. 연구개발기업 : 기업부설연구소를 보유한 기업으로서 연구개발비가 총매출액에서 차지하는 비율이 중소기업청장이 정하여 고시하는 비율(5~10%) 이상이고, 5천만원 이상인 경우
3. 기술평가보증기업 : 기술보증기금 또는 중소기업진흥공단이 기업의 기술 평가를 실시한 후 담보 없이 총자산의 10% 이상, 최소 8천만원 이상을 보증하는 경우
4. 기술평가대출기업 : 기술보증기금 또는 중소기업진흥공단이 기업의 기술 평가를 실시한 후 자금 대출을 하는 경우
5. 예비벤처기업

대한민국의 벤처기업 개수는 2010년 5월 19일자로 2만개를 돌파했다. 2014년 6월 기준 한국의 벤처기업 개수는 28,543개이다. 2016년 10월 2일 기준 한국의 벤처기업 개수는 32,440개이다

## 같이 보기
- 벤처기업협회
- 한국벤처투자
- 후츠파 정신
- 연대채무
- 스타트업 컴퍼니

## 참고자료
- 벤처 확인/인증 시스템 venturein - 벤처 확인 요건